# Naivna teorija skupova
Naivna teorija skupova je teorija skupova u kojoj su skupovi uvedeni koristeći tzv. samoevidentni koncept skupova kao kolekcija objekata smatranih celinom. Ona predstavlja početnu fazu u izgradnji teorije skupova, i obuhvata vreme kad je njen osnivač Georg Kantor objavio radove o teoriji skupova 1871. godine do pojave prvih paradoksa. On se pri izradi nije služio aksiomima, ali su sve teoreme koje je dobio izvodive iz tri aksioma: ekstenzionalnosti, komprehenzije i izbora.
U toj teoriji skup je primitivan pojam koji se kao takav ne defini]e. Podrazumeva se da čilac već ima izgrađenu intuiciju o pojmu skupa, odnosno da je skup kolekcija objekata koji zajedno čine celinu. Veliki deo teorije skupova Kantor je izgradio na ovakvom nedefiniranom i vrlo nejasnom pojmu skupa. Konsekventno, kad je teorija postala priznata, pojavili su se paradoksi. Pojave paradoksa (koji su se pojavili Raselovim otkrićem paradoksa) i nerešivih problema u naivnoj teoriji izbjegavane su uvođenjem teorije tipova, teorije klasa i dr. Slabe osnove pokazale su potrebu za aksiomima i Ernst Zermelo je 1908. godine predložio aksiomatizaciju teorije, dokazavši da se može dobro urediti svaki skup. Uvođenjem aksioma teorija se razvila, te se nastala aksiomatska teorija skupova.‍:236
Skupovi su od velike važnosti u matematici; u modernim formalnim tretmanima većina matematičkih objekata (brojevi, odnosi, funkcije, itd.) su definisani u smislu skupova. Naivna teorija skupova je dovoljna za mnoge svrhe, a ujedno služi i kao odskočna daska ka formalnijim tretmanima.

## Metod
Naïvna teorija u smislu „naivne teorije skupova” je neformalizovana teorija, odnosno teorija koja koristi prirodni jezik za opisivanje skupova i operacija na skupovima. Reči i, ili, ako ... onda, ne, za neke, za svaki se tretiraju kao u običnoj matematici. Kao pogodnost, upotreba naivne teorije skupova i njen formalizam preovlađuju čak i u višoj matematici - uključujući i formalnije postavke same teorije skupova.
Prvi razvoj teorije skupova bila je naivna teorija skupova. Nju je kreirao krajem 19. veka Georg Kantor kao deo njegove studije beskonačnih skupova, a razvio ju je Gotlob Frege u svom radu Begriffsschrift.
Naivna teorija skupova se može odnositi na nekoliko vrlo različitih pojmova. To može biti
- Neformalni prikaz teorije aksiomatičnih skupova, npr. kao u Naivnoj teoriji skupova, Pola Halmosa.
- Rane ili kasnije verzije Georg Kantorove teorije i drugih neformalnih sistema.
- Odlučno nedosledne teorije (bilo aksiomatske ili ne), kao što je teorija Gotloba Grege[6] koja je proizvela Raselov paradoks, te teorije Đuzepe Peana[7] i Ričarda Dedekinda.

### Paradoksi
Pretpostavka da se bilo koje svojstvo može koristiti za formiranje skupa, bez ograničenja, dovodi do paradoksa. Jedan čest primer je Raselov paradoks: ne postoji skup koji se sastoji od „svih skupova koji ne sadrže sebe”. Stoga dosledni sistemi naivne teorije skupova moraju da sadrže i neka ograničenja u principima koji se mogu koristiti za formiranje skupova.

### Kantorova teorija
Neki smatraju da Georg Kantorova teorija skupova zapravo nije bila umešana u skupovno-teoretske paradokse (pogledajte Frápolli 1991). Jedna od poteškoća da se to sa sigurnošću utvrdi je što Kantor nije pružio aksiomatizaciju svog sistema. Do 1899. godine, Kantor je bio svestan nekih paradoksa proizašlih iz neograničenog tumačenja njegove teorije, na primer, Kantorovog paradoksa i Barali-Fortijevog paradoksa, i nije smatrao da su oni diskreditovali njegovu teoriju. Kantorov paradoks može se izvesti iz gornje (pogrešne) pretpostavke - da se svako svojstvo P(x) može koristiti za formiranje skupa - uzimajući da je P(x) x kardinalni broj. Frege je eksplicitno aksiomatizovao teoriju u kojoj se može interpretirati formalizovana verzija naivne teorije skupova, i upravo je na tu formalnu teoriju Bertrand Rasel referirao kada je izneo svoj paradoks, a ne nužno Kantorovu teoriju.

### Aksiomatske teorije
Aksiomatska teorija skupova je razvijena kao odgovor na ove rane pokušaje razumevanja skupova, sa ciljem da se precizno odredi koje su operacije dozvoljene i kada.

### Doslednost
Naivna teorija skupova nije nužno nekonzistentna, ako ispravno navodi skupove koje je dozvoljeno razmatrati. Ovo se može uraditi pomoću definicija, koje su implicitni aksiomi. Moguće je eksplicitno navesti sve aksiome, kao u slučaju Halmosove Naivne teorije skupova, koja je zapravo neformalni prikaz uobičajene aksiomatske Cermelo–Frenkelove teorije skupova. Ona je „naivna“ u tome što su jezik i notacije preuzeti iz obične neformalne matematike, i po tome što se ne bavi sa doslednošću ili potpunošću sistema aksioma.
Isto tako, aksiomatska teorija skupova nije nužno konzistentna: nije nužno oslobođena paradoksa. Iz Gedelovih teorema o nepotpunosti sledi da se dovoljno komplikovan logički sistem prvog reda (koji uključuje najčešće aksiomatske teorije skupova) ne može dokazati kao konzistentan unutar same teorije – čak i ako je zapravo konzistentan. Međutim, generalno se veruje da su zajednički aksiomatski sistemi dosledni; svojim aksiomima isključuju neke paradokse, poput Raselovog paradoksa. Na osnovu Gedelove teoreme, jednostavno nije poznato – i nikada ne može biti poznato – da li uopšte nema paradoksa u ovim teorijama ili u bilo kojoj teoriji skupova prvog reda.
Termin naivna teorija skupova se i danas koristi u nekoj literaturi da se odnosi na teorije skupova koje su proučavali Frege i Kantor, pre nego na neformalne pandane moderne aksiomatske teorije skupova.

### Korisnost
Izbor između aksiomatskog pristupa i drugih pristupa je uglavnom stvar pogodnosti. U svakodnevnoj matematici najbolji izbor može biti neformalna upotreba aksiomatske teorije skupova. Pozivanje na određene aksiome se obično javlja samo kada to zahteva tradicija, npr. aksiom izbora se često pominje kada se koristi. Isto tako, formalni dokazi se javljaju samo kada to opravdavaju izuzetne okolnosti. Ova neformalna upotreba aksiomatske teorije skupova može imati (u zavisnosti od notacije) upravo izgled naivne teorije skupova kao što je navedeno u nastavku. To je znatno lakše za čitanje i pisanje (u formulaciji većine izjava, dokaza i linija diskusije) i manje je podložno greškama od strogo formalnog pristupa.

## Skupovi, članstvo i jednakost
U naivnoj teoriji skupova, skup se opisuje kao dobro definisana kolekcija objekata. Ovi objekti se nazivaju elementi ili članovi skupa. Objekti mogu biti bilo šta: brojevi, ljudi, drugi skupovi, itd. Na primer, 4 je član skupa svih parnih celih brojeva. Jasno je da je skup parnih brojeva beskonačno velik; ne postoji zahtev da skup bude konačan.
Definicija skupova seže do Georga Kantora. On je napisao u svom članku iz 1915. godine:
“Unter einer 'Menge' verstehen wir jede Zusammenfassung M von bestimmten wohlunterschiedenen Objekten unserer Anschauung oder unseres Denkens (welche die 'Elemente' von M genannt werden) zu einem Ganzen.” – Georg Cantor
„Skup je prikupljanje u celinu određenih, različitih objekata naše percepcije ili naše misli — koji se nazivaju elementi skupa.” – Georg Kantor

## Literatura
- Bourbaki, N., Elements of the History of Mathematics, John Meldrum (trans.), Springer-Verlag, Berlin, Germany, 1994.
- Cantor, Georg (1874). „Ueber eine Eigenschaft des Inbegriffes aller reellen algebraischen Zahlen”. J. Reine Angew. Math. 77: 258—262. doi:10.1515/crll.1874.77.258, See also pdf version:
- María J. Frápolli|Frápolli, María J., 1991,. „Is Cantorian set theory an iterative conception of set”. Modern Logic. 1 (4): 302—318. 1991..
- Frege, Gottlob (1893), Grundgesetze der Arithmetik, 1, Jena 1893.
- Halmos, Paul, Halmos, P. R. (16. 1. 1998). Naïve Set Theory. Springer. ISBN 0-387-90092-6.. Princeton, NJ: D. Van Nostrand Company, 1960. Reprinted by Springer-Verlag, New York, 1974. (Springer-Verlag edition). Reprinted by Martino Fine Books, Halmos, Paul Richard (2011). Naive Set Theory. Martino Fine Books. ISBN 978-1-61427-131-4. (Paperback edition).
- Jech, Thomas (2002). Set theory, third millennium edition (revised and expanded). Springer. ISBN 3-540-44085-2.
- Kelley, J.L., General Topology, Van Nostrand Reinhold, New York, NY, 1955.
- van Heijenoort, J., From Frege to Gödel, A Source Book in Mathematical Logic, 1879-1931. Harvard University Press. ISBN 0-674-32449-8., Cambridge, MA, 1967. Reprinted with corrections, 1977..
- Meschkowski, Herbert; Nilson, Winfried (1991), Georg Cantor: Briefe. Edited by the authors., Berlin: Springer, ISBN 3-540-50621-7
- Peano, Giuseppe (1889), Arithmetices Principies nova Methoda exposita, Turin 1889.
- Zermelo, Ernst (1932), Georg Cantor: Gesammelte Abhandlungen mathematischen und philosophischen Inhalts. Mit erläuternden Anmerkungen sowie mit Ergänzungen aus dem Briefwechsel Cantor-Dedekind. Edited by the author., Berlin: Springer
- Kunen, Kenneth (1980), Set Theory: An Introduction to Independence Proofs, North-Holland, ISBN 0-444-85401-0
- Johnson, Philip (1972), A History of Set Theory, Prindle, Weber & Schmidt, ISBN 0-87150-154-6
- Devlin, Keith (1993), The Joy of Sets: Fundamentals of Contemporary Set Theory, Undergraduate Texts in Mathematics (2nd изд.), Springer Verlag, ISBN 0-387-94094-4, doi:10.1007/978-1-4612-0903-4[мртва веза]
- Ferreirós, Jose (2001), Labyrinth of Thought: A History of Set Theory and Its Role in Modern Mathematics, Berlin: Springer, ISBN 978-3-7643-5749-8
- Monk, J. Donald (1969), Introduction to Set Theory, McGraw-Hill Book Company, ISBN 978-0-898-74006-6
- Potter, Michael (2004), Set Theory and Its Philosophy: A Critical Introduction, Oxford University Press, ISBN 978-0-191-55643-2
- Smullyan, Raymond M.; Fitting, Melvin (2010), Set Theory and the Continuum Problem, Dover Publications, ISBN 978-0-486-47484-7
- Tiles, Mary (2004), The Philosophy of Set Theory: An Historical Introduction to Cantor's Paradise, Dover Publications, ISBN 978-0-486-43520-6
- Rudin, Walter B. (6. 4. 1990). „Set Theory: An Offspring of Analysis”. Marden Lecture in Mathematics. University of Wisconsin-Milwaukee. Архивирано из оригинала 14. 10. 2022. г. Приступљено 26. 06. 2023 — преко YouTube.

## Spoljašnje veze
- Daniel Cunningham, Set Theory article in the Internet Encyclopedia of Philosophy.
- Jose Ferreiros, "The Early Development of Set Theory" article in the [Stanford Encyclopedia of Philosophy].
- Foreman, Matthew, Akihiro Kanamori, eds. Handbook of Set Theory. 3 vols., 2010. Each chapter surveys some aspect of contemporary research in set theory. Does not cover established elementary set theory, on which see Devlin (1993).
- Hazewinkel Michiel, ур. (2001). „Axiomatic set theory”. Encyclopaedia of Mathematics. Springer.  978-1556080104.
- Hazewinkel Michiel, ур. (2001). „Set theory”. Encyclopaedia of Mathematics. Springer.  978-1556080104.
- Schoenflies, Arthur (1898). Mengenlehre in Klein's encyclopedia.
- Online books, and library resources in your library and in other libraries about set theory